# گورستان ع ورزقان
گورستان ع ورزقان مربوط به هزاره اول پیش از میلاد است و در ۱ کیلومتری شرق ورزقان واقع شده و این اثر در تاریخ ۱۲ شهریور ۱۳۸۶ با شمارهٔ ثبت ۱۹۳۶۲ به‌عنوان یکی از آثار ملی ایران به ثبت رسیده است.